# Strandsprötmossa
Strandsprötmossa (Eurhynchium speciosum) är en bladmossart som beskrevs av Juratzka 1863. I den svenska databasen Dyntaxa används istället namnet Oxyrrhynchium speciosum. Enligt Catalogue of Life ingår Strandsprötmossa i släktet sprötmossor och familjen Brachytheciaceae, men enligt Dyntaxa är tillhörigheten istället släktet Oxyrrhynchium och familjen Brachytheciaceae. Artens livsmiljö är våtmarker, skogslandskap, sjöar och vattendrag. Inga underarter finns listade i Catalogue of Life.